# Danh sách vườn quốc gia tại Đan Mạch
Có bốn vườn quốc gia tại Vương quốc Đan Mạch; ba trong số đó thuộc Đan Mạch và một ở Greenland.
Vườn quốc gia Thy là vườn quốc gia đầu tiên nằm tại Đan Mạch (tiếng Đan Mạch: Nationalpark Thy), được thành lập vào năm 2008. Nó nằm ở đô thị Thisted, Bắc Jutland. Vườn quốc gia này là một dải đất hẹp trải dài, chạy theo bờ biển phía tây của Đảo Bắc Jutland từ Hanstholm tới Agger Tange ở phía nam, không bao gồm các khu vực Hanstholm, Klitmøller, Norre Vorupør, Stenbjerg và Agger. Vườn Quốc gia ngươi được đặt theo tên của huyện Thy, một huyện truyền thống ở tây bắc Jutland. Vườn quốc gia bao gồm các cồn cát, cây bụi, các khu rừng và đồng cỏ, nhiều hồ nhỏ cùng một phần nhỏ của vịnh Limfjorden, đó là vịnh hẹp ngăn cách đảo Bắc Jutland với bán đảo Jutland.
Vào tháng 8 năm 2009, Vườn quốc gia Mols Bjerge là vườn quốc gia thứ hai đã được khánh thành, tiếp theo là vườn quốc gia Vadehavet được thành lập vào giữa tháng 10 năm 2010. Hai khu vực trong đất liền Đan Mạch đã được lựa chọn vào ngày 17 tháng 1 năm 2008 để trở thành vườn quốc gia trong tương lai, trong năm 2012 hoặc 2013.
Greenland đã có vườn quốc gia từ năm 1974. Đó là Vườn quốc gia Đông Bắc Greenland, trải dài qua ba phần năm phía bắc của Greenland và bờ biển phía đông. Sau đó nó được mở rộng vào năm 1988, hai phần ba phía đông của bờ biển phía bắc Greenland cũng nằm trong vườn quốc gia. Từ bờ biển phía bắc và phía đông, giới hạn của vườn quốc gia đi nội địa cho đến khi các đường giới hạn này gặp nhau ở trung tâm của hòn đảo. Do đó, vườn quốc gia bao gồm toàn bộ các đảo gần như không có người ở đông bắc Greenland.
Giống như Greenland, Quần đảo Faroe là một khu tự trị của Vương quốc Đan Mạch. Tính đến năm 2008, tại đây vẫn chưa có bất kỳ vườn quốc gia nào.

## Danh sách
| Hình ảnh | Tên                                      | Tên Đan Mạch                        | Vùng               | Diện tích (km²) | Thành lập                              | Liên kết ngoài                             |
| -------- | ---------------------------------------- | ----------------------------------- | ------------------ | --------------- | -------------------------------------- | ------------------------------------------ |
|          | Vườn quốc gia Đông Bắc Greenland         | Grønlands Nationalpark              | Đông Bắc Greenland | 972.000         | 1974                                   | —                                          |
|          | Vườn quốc gia Thy                        | Nationalpark Thy                    | Nordjylland        | 243,7           | 2008                                   | SNS Lưu trữ 2009-09-22 tại Wayback Machine |
|          | Vườn quốc gia Mols Bjerge (Dãy núi Mols) | Nationalpark Mols Bjerge            | Midtjylland        | 180             | 2009                                   | SNS                                        |
|          | Vườn quốc gia Biển Wadden                | Nationalpark Vadehavet              | Nam Đan Mạch       | 1.466           | 2010                                   | SNS                                        |
|          | Vườn quốc gia Skjern Å (sông Skjern)     | Nationalpark Skjern Å               | Midtjylland        | 248.7           | (Dự án tạm thời gián đoạn từ năm 2012) | SNS Lưu trữ 2009-08-30 tại Wayback Machine |
|          | Vườn quốc gia Kongernes Nordsjælland     | Nationalpark Kongernes Nordsjælland | Hovedstaden        | 390             | (2012?)                                | SNS Lưu trữ 2009-08-30 tại Wayback Machine |